# Vertigo (комиксы)
Vertigo — импринт американского издательства комиксов DC Comics. Выпускает продукцию, ориентированную на более взрослую аудиторию и часто содержащую сцены насилия, злоупотребление алкоголем или наркотиками, а также откровенное (но не явное) изображение сексуальности, богохульства и спорных вопросов. Кроме комиксов ужасов и фэнтези, также публикует произведения в жанрах детектива, социальной сатиры и биографии. Каждый комикс издательства маркируется надписью: «Предназначено для взрослых читателей» (независимо от содержимого конкретного комикса). Должность главного редактора Vertigo с 1993 года занимала Карен Бергер. В 2013 году Бергер покинула пост главного редактора, её сменила Шелли Бонд.
Компания несколько раз получала премию Eisner Award, в том числе в номинации «Лучшая постоянная серия», за такие комиксы, как The Sandman, Preacher, 100 Bullets и Fables. Среди известных комиксов, выходивших под маркой Vertigo, также были Hellblazer, изначально издававшийся DC Comics, A History of Violence, ранее выпускавшийся Paradox Press и V — значит вендетта, изначально публиковавшийся в английском журнале Warrior издательства Quality. Несколько публикаций издательства были позже адаптированы в фильмы, включая Hellblazer, A History of Violence, Stardust, и V for Vendetta.
В 2010 году было объявлено, что Vertigo станет импринтом только для создателей оригинальных комиксов, все серии, относящиеся к вселенной DC, кроме основной серии импринта Hellblazer, снова будут издаваться DC. Список изданий, впоследствии издаваемых DC, включает в себя Swamp Thing, The Sandman, Madame Xanadu, Black Orchid, The Books of Magic, House of Mystery, Sandman Mystery Theatre, The Haunted Tank, The Unknown Soldier и Shade, the Changing Man. Ещё ранее были переданы для издания в DC серии Animal Man, Doom Patrol и The Human Target.

## История
Импринт Vertigo был образован в 1993 году под управлением Карен Бергер, выпускницы Бруклинского колледжа имеющей степень по английской литературе и познания в истории искусств, присоединившейся к DC Comics в 1979 году в качестве ассистента редактора Пола Левитца, дебютировав в House of Mystery № 292 после коллекционного репринта Sgt. Rock. В финальном выпуске House of Mystery № 323 появилась её рисованная версия и лично выселила Каина из Дома. По иронии, несмотря на то, как снисходительно она отнеслась к нему в комиксе, она сыграла важную роль в дальнейшем развитии персонажа для DC. В середине 1980-х Бергер, тогда уже редактор таких серий, как Wonder Woman и Amethyst, Princess of Gemworld, начала назначать сценаристов из Великобритании. В 1987 году после поиска талантов для работы были приглашены Нил Гейман, а также Питер Миллиган и Грант Моррисон. Она «нашла их чувствительность и точку зрения освежающе другой, более острой и умной», чем у большинства американских сценаристов комиксов, и работала с ними и другими британскими авторами над супергероическими/научно-фантастическими сериями Animal Man, Doom Patrol том 2 и Shade, The Changing Man том 2; также над мини-серией Black Orchid (первая работа Нила Геймана в DC), фэнтези-серией The Sandman том 2 и сериями комиксов ужасов Hellblazer и The Saga of the Swamp Thing,. Сценаристом The Saga of the Swamp Thing был Алан Мур, британский сценарист, продолживший дело Лена Вейна.
Эти семь серий, на обложке каждой из которых значилось «Предназначено для взрослых читателей», и разделяли изощрённую чувствительность, которую фанаты окрестили «Вселенная Бергер» (англ. the Bergerverse), сформировали исходную базу для Vertigo. На редакторском совещании в 1993 году, на котором были Бергер, Левитц, издатель DC Джанет Кан и главный редактор Дик Джиордано, Бергер получила разрешение поместить эти серии в импринт, который Бергер описала, как "делающий нечто другое в комиксах и помогающее средним «вырасти». Несколько серий DC носили лейбл Vertigo, такие, как Green Arrow, на обложке которой он красовался с тома 2 № 1 (февраль 1988 года) по № 63 (конец июня 1992 года), но серии не дали сделать переход в новый импринт. Серия The Question изначально носила этот лейбл с выпуска № 8 (сентябрь 1987 года) и вплоть до закрытия серии весной 1992 года, так и не став серией Vertigo. Другие «предназначенные для взрослых читателей» серии включали Vigilante, Haywire и Skreemer, мини-серии и ван-шоты, такие как Gilgamesh II, Tailgunner Jo, World Without End, Mister E и Batman: The Killing Joke. Эти комиксы для взрослых, как те, что вошли в Vertigo, так и те, что не вошли, часто имели на обложке эмблему DC, но меньшую, чем обычно.
Несколько ранних серий Vertigo пришли из закрытого импринта Touchmark Comics, ранее принадлежащего Disney Comics, например такая сюжетная линия, которую в 1991 году заранее объявили как «Disney Implosion», но позднее закрыли. Touchmark должен был возглавить бывший редактор DC Арт Янг, но когда импринт был закрыт, и Янг, и вся собственность стали частью DС, что позволило основать Vertigo. Бергер заметила, что "когда стали доступны Арт Янг и все принадлежащее Touchmark, это помогло основать импринт, " и обеспечило приток проектов, позволивший Бергер «вдвое расширить предложенный издательский план». Серии комиксов Touchmark включали Enigma, Sebastian O, Mercy и Shadows Fall.
В начале декабря 2012 года Карен Бергер заявила, что покинет компанию в марте 2013 года, отметив двадцать лет с Vertigo и 33 года с DC Comics, что делает её самым долго-работавшим сотрудником DC.

## Издания

### Ранние издания
Возглавив «британское вторжение» в индустрию американских комиксов и желая привлечь в импринт таких людей, как Мур, Гейман, Делано, Грант Моррисон, Гарт Эннис и Питер Миллеган, Бергер идеально подходила, чтобы возглавить Vertigo, так как она уже работала над новыми сериями комиксов, которые составят ядро ранней продукции импринта. Среди изданий, ставших дебютом импринта в 1993 году, можно заметить такие выпуски как Swamp Thing #129, Hellblazer #63, Sandman #47, Doom Patrol #64, Animal Man #57, и Shade, the Changing Man #33, которые продолжили серии, ранее издававшиеся в DC Comics; первой новой книгой комиксов, носившей логотип Vertigo, стала серия Death: The High Cost of Living, стартовавшая с выпуском Death: The High Cost of Living #1, а также опубликованный всего через пару недель выпуск Enigma #1. Из всех этих серий Hellblazer была отменена позже всех, в феврале 2013 года вышел её последний, 300-й выпуск.
Унаследовав некоторые проекты от закрытого импринта Disney под названием Touchmark, Vertigo составил издательский план на первый год. Согласно этому плану импринт должен был издать «две новые серии в месяц в разных форматах, или ван-шоты, или мини-серии, или непрерывно выходящие ежемесячные журналы». Первыми двумя сериями стали вышеупомянутые мини-серии Death: The High Cost of Living Нила Геймана и Криса Бачало и Enigma Питера Миллегана и Дункана Фегредо. Enigma первоначально «планировалась как издание Touchmark», но в итоге стало ещё одной новой серией Vertigo, написанной сценаристом серии Shade, the Changing Man (Питером Миллеганом) и художником более ранней мини-серии Гранта Моррисона под названием Kid Eternity (Дунканом Фегредо).
Главной премьерой второго месяца стала серия Sandman: Mystery Theatre, описанная Бергер как серия в стиле Batman: Legends of the Dark Knight, «с меняющимися каждые четыре выпуска основными сюжетными линиями». Написанная Мэттом Вагнером, она рассматривается как «игра 1930-х в духе 1990-х… преследования, фильмы нуар…» и главным персонажем этой серии, в которой «чувствуется отголосок детективного жанра», является Песочный Человек Уэсли Доддс. В паре с этой серией, в феврале 1993 года (дата на обложке — апрель 1993 года) был выпущен ван-шот из 64 страниц под названием Mercy авторства Дж. Марка ДеМаттеса (и Пола Джонсона), в то время как ходили слухи о реализации другого проекта Vertigo, включающего мини-серию из трёх выпусков в жанре стимпанк авторства Гранта Моррисона и Стива Ёувела под названием Sebastian O — ещё одного бывшего кандидата для издания в Touchmark. Кроме того, Стив Гербер, оказавший влияние на многих сценаристов Vertigo, предоставил для издания свой мини-сериал Nevada, написанный по настойчивой просьбе Нила Геймана (в выпуске Howard the Duck #16), желающего знать что-то большее о персонажах для «обязательной в книге комиксов сцены сражения».

### Авторы-основатели
Алан Мур, несмотря на то, что он постоянно упоминается в качестве основной силы стоящей за изданием комиксов Vertigo, никогда не писал ни одной серии, с которых начинался импринт (он сделал длительный перерыв в работе над серией комиксов о Болотной твари и создал персонажей для Hellblazer, но не писал саму серию). Также Грант Моррисон не продолжил ни один из проектов, которые составили ядро изданий импринта, — и Animal Man и Doom Patrol первоначально были изданы под логотипом DC.
Вместо этого все ключевые авторы, пришедшие в Vertigo, стали частью «второй волны» британских талантов, в основном сосредоточенной вокруг Нила Геймана, чья серия Sandman отразила довольно серьёзные намерения насчет создания импринта и чья мини-серия Death стала одной из первых серий Vertigo. Питер Миллеган стал автором ещё одной новой серии, Enigma, а также продолжения серии Shade, the Changing Man, в то время, как Эннис продолжил Hellblazer, Делано писала серию Animal Man, писательница в жанре фэнтези Рэйчел Поллак взялась за продолжение Doom Patrol, а писательница в жанре литературы ужасов Нэнси Коллинз занялась серией Swamp Thing. Девятой серией комиксов, ставшей частью дебюта импринта, стала серия-превью Vertigo Preview, в которой появились ранее издававшиеся серии, а также Mercy Дж. М. ДеМаттеса, Kid Eternity Энн Ноченти (издающаяся серия, ответвление от мини-серии Гранта Моррисона), Black Orchid Дика Формана (издающаяся серия, ответвление от мини-серии Геймана/МакКина) и Sandman Mystery Theatre Мэта Вагнера.

### Стиль и продвижение
Несмотря на то, что издания импринта не показывали единого последовательного оформления, дизайн ранних серий представлял собой фирменный стиль, с вертикальной перекладиной вдоль левого края, на которой изображалась эмблема Vertigo, цена, дата и номер выпуска. Первоначальный «облик» Vertigo-изданий «был создан, чтобы люди, которые их увидят, сразу понимали что это [Vertigo-издания]». Это оформление практически не менялось до изданий, на обложке которых стояла дата июль 2002 (в том числе и Fables #1), когда была введена дополнительная деталь в честь 10-й годовщины импринта в 2003 — вверху, над заголовком появилась надпись «Vertigo X». «Отличительный дизайн» был разработан для «всех Vertigo-изданий, кроме книг в твёрдом переплете, коммерческих изданий в мягкой обложке и графических романов». Бергер отметила, что DC были «большими» приверженцами политики, согласно которой на обложку помещается «гора мышц на заднем плане» с целью рекламы, то же касательно изданного в рекламных целях сборника, ставшего доступным «[се]тям магазинов, которые заказа[ли] по крайней мере 25 копий февральского выпуска Sandman (то есть Sandman #47)», «платинового издания» альтернативной обложки для Death: The High Cost of Living #1 и комикса-превью Vertigo Preview стоимостью 75 центов, в котором издан семистраничный рассказ Sandman Нила Геймана и Кента Уильямса. Кроме того, был издан 16-страничный комикс-демонстрация Vertigo Sampler, переплетенный с копиями выпусков Advance Comics, распространяемыми Capital City Distribution.

### Формат
В дополнение к проектам, объявленным ранее, Бергер также отметила, что Vertigo допустил ошибку с «изображением голубых линий и тусклых цветов» из-за колеблющейся структуры рынка комиксов, потому что «рынок. кажется, действительно чувствителен к цене». Несмотря на то, что Vertigo создал несколько серий в «новом формате» и «престижном формате», Бергер заявила, что они «должны быть по-настоящему исключительными», и решила издавать только в исключительном формате, «если история может пойти только этим путём», чтобы избежать убытков.

### 1993 — наше время

#### Бывшие не-Vertigo издания
Импринт Vertigo, занимающийся изданием специфических серий комиксов для взрослых читателей, также был привлечен для перепечатки комиксов, ранее изданных другими импринтами DC. В дополнение к некоторым сериям комиксов, начавших издаваться ещё до образования импринта, таким как Doom Patrol and Swamp Thing, некоторые другие серии «для взрослых читателей» (например, V for Vendetta)также стали частью издательского плана Vertigo. Книги комиксов, издаваемые прекратившими деятельность импринтами, также стали издаваться под новым логотипом, среди таких книг прежде всего серия Transmetropolitan, которая издавалась под логотипом недолго просуществовавшего импринта DC, научно-фантастического импринта Helix, но перекочевала в Vertigo с выпуском Transmetropolitan #13 (сентябрь 1998) и издавалась в течение четырёх лет, за которые вышло 47 выпусков; и серия комиксов A History of Violence, которая первоначально была частью издательского плана импринта Paradox Press, но была переиздана под логотипом Vertigo после выхода киноадаптации. Иные заковыристые, «недетские» и «ужасающие» серии комиксов увидели свет в виде собраний, выпущенных с эмблемой Vertigo, включая «лучшее из» собраний одобренных цензурой серий комиксов Серебряного века из выпусков House of Mystery (в том числе и вышедшего в июле 1998 года Welcome Back to the House of Mystery) — предшественника серии в жаре литературы ужасов/фэнтези, вышедшей потом под логотипом Vertigo — и перепечатки предыстории первого выпуска 1951 года.

#### Связи со Вселенной DC
Несмотря на то, что события первых серий комиксов Vertigo изначально происходили во Вселенной DC (Shade, Doom Patrol, Swamp Thing, Hellblazer, Animal Man, Black Orchid, The Books of Magic и The Sandman описывают часть расширенной Вселенной DC и их персонажи взаимодействовали с такими персонажами, как Супермен или Бэтмен), даже те издания для «взрослых читателей», которые издавались до образования Vertigo, занимали свой, потаённый уголок этой Вселенной, а образование импринта всё больше отдаляла их от основной расширенной непрерывности DC.
Появления в сериях комиксов DC персонажей из комиксов, издаваемых Vertigo, как правило очень необычны (своего рода заметным исключением выступает персонаж Дэниэла из серии The Sandman, который появился в двух выпусках перезапуска Грантом Моррисоном основной Вселенной DC серии комиксов о Лиге Справедливости), в то же время «глобальные» события, произошедшие в сериях одного импринта, не происходили в сериях другого (например, вышедшие в 1993 году кроссовер под логотипом Vertigo The Children’s Crusade или кроссовер под логотипом DC Bloodlines (исключая появление Болотной твари во Вселенной серии The New Titans)). Несмотря на это, некоторые персонажи серии Геймана The Sandman, серий The Books of Magic, Black Orchid, а также Джон Константин появились на короткое время в комиксах DC, в то время как другие персонажи (особенно персонажи волшебной и сверхъестественной серой зоны между основной непрерывностью и непрерывностью серий для взрослых) охватывают обе вселенные — Затанна, оставаясь частью Вселенной DC, появилась в спецвыпуске 2003 года Everyday Magic опубликованном Vertigo, и серия о Мадам Ксанаду также была выпущена под логотипом Vertigo.
Персонажи из Вселенной DC часто появлялись в качестве гостей в сериях комиксов Vertigo, среди них Мастер Зеркал Эван Маккалох, Джонни Дубль, Демон Этриган, Джона Хекс, враг Затанны Маммон, Кристофер Ченс и Призрачный Странник. Наконец, время от времени Vertigo выпускает мини-серии, в которых появляются персонажи DC — такие, как вышеупомянутый спецвыпуск о Затанне, и серии с другими персонажами, например с Доктором Оккультом.
Граница между сериями DC/Vertigo Animal Man и Doom Patrol очень сложна и проходит между обоими Вселенными, обе серии начинали как комиксы с заковыристыми названиями в основной Вселенной DC, но потом, в 1993 году, стали частью издательского плана Vertigo и их Вселенные всё более расходились со временем. После того, как обе серии были закрыты в Vertigo, они вернулись в основную Вселенную DC, и Doom Patrol в нескольких томах вышла под логотипом DC, а Animal Man вплелась в события серий DC 52 и Countdown.
Из-за изменившейся политики DC Comics многие из этих серий снова стали частью Вселенной DC. Например, Смерть Бесконечности, персонаж серии The Sandman, появилась в сюжетной линии 2010 года, вышедшей под заголовком Action Comics, и встретилась с Лексом Лютором. Кроме того, 2011 год ознаменовал возвращение Джона Константина в основную Вселенную DC после событий сюжетной линии «Самый ясный день» (англ.  Brightest Day). В конце мини-серии 2011 года Flashpoint, персонаж Пандора сказал, что три временные линии — Vertigo, DC и Wildstorm — были разделены, чтобы ослабить их перед лицом надвигающегося кризиса, но сейчас они должны снова воссоединиться, чтобы образовать новую Вселенную DC. Это ознаменовало перезапуск всех серий в новой непрерывности, известный как The New 52, в результате которого многие персонажи Vertigo-серий появились в Темной линии ужасов и сверхъестественного DC Comics. Для примера, Джон Константин, Шейд, Мадам Ксанаду и другие адепты магии во Вселенной DC стали членами Темной Лиги Справедливости, а Человек-зверь и Болотная тварь появились в собственных сериях комиксов, Animal Man и Swamp Thing соответственно.

## Собственные серии создателей
Каждое из большей части изданий Vertigo представляет собой отдельную вселенную, не являющуюся частью Вселенной DC (как впрочем и частью вселенных других изданий импринта — по сути не существует единой «Вселенной Vertigo»), по умолчанию помещаемую среди прочих вселенных. Vertigo стал самым успешным импринтом DC Comics, который издает серии комиксов, принадлежащие только их авторам-создателям, с периода своего основания, включая серию Enigma Питера Миллегана и Дункана Фегредо. С самого начала Бергер посвятила себя проектам, принадлежащим только авторам, работая с несколькими «её новыми сценаристами и художниками», а также печатая их имена в попытке «привлечь новых людей в индустрию комиксов, а также использовать лучших из некоторых уже работающих создателей комиксов».

## Сейчас издаются
На данный момент, после отмены серии Hellblazer в феврале 2013 года, не издается ни одной серии c эмблемой Vertigo, которые существовали до формирования импринта.
- American Vampire, авторы — Скотт Снайдер, Стивен Кинг, Рафаэль Альбукерке и Матей Санталуко (2010 — наст. вр.)
- Astro City авторства Курта Бьюсика and Брента Андерсона (2013 — наст. вр.)[Note 1].
- Coffin Hill, созданная Кэйтлин Китридж и Инаки Миранда. (2013 — наст. вр.)
- Dead Boy Detectives, написанная Тоби Литтом, Марком Букингемом и Гэри Эрскином. (2013 — наст. вр.)
- Effigy, авторы — Тим Сили и Марли Заркон (2015 — наст. вр.)
- FBP: Federal Bureau of Physics, созданная Саймоном Оливером и Робби Родригесом (2013 — наст. вр.).
- Hinterkind, написанная Йэном Эддингтоном и Франческо Трфогли (2013 — наст. вр.).
- The Kitchen авторы — Олли Мастерс и Минг Дойл, мини-серия в 8 частях (2014—2015)
- The Names — мини-серия в 9 частях авторства Питера Миллегана and Леандро Фернандеса (2014—2015)
- The Sandman: Overture — мини-серия в 6 частях, созданная Нилом Гейманом и Джей-Эйч Уильямсом III (2014—2015)
- The Wolf Moon — мини-серия в 6 частях, написанная Каленом Банном и Джереми Хоном (2014—2015)
- Suiciders автор — Ли Бермехо, серия запланирована для издания в 2015 году.

## Ранее издавались
| - 100 Bullets авторства Брайана Азарелло and Эдуардо Риссо (1999—2009) - Air — серия создана Дж. Виллоу Уиллсоном и М. К. Перкером (2008—2010) - American Century — серия написана Говардом Чайкином, Дэвидом Тишманом и группой различных художников (2001—2003) - American Virgin — авторы серии: Стивен Т. Сигал и Бекки Клунан (2006—2008) - Animal Man — серия авторства Гранта Моррисона в соавторстве с различными сценаристами и художниками (1988 −1995) - Army@Love — серия, созданная риком Вайтчем и Гэри Эрскином (2007—2009) - Black Orchid — серия, написанная Диком Форманом, Джил Томпсон и Ребеккой Гайей (1993—1995) - The Books of Magic — авторы серии: Нил Гейман, Джон Ни Рибер, Питер Гросс и группа различных художников. (1990—1991, 1994—2000). Впоследствии вышли продолжения этой серии под заголовками Names of Magic (2001), Hunter: The Age of Magic (2001—2003) и Books of Magick: Life During Wartime (2004—2005). - Chiaroscuro: The Private Lives of Leonardo da Vinci — серия авторства Пэт МакГрил, Дэвида Роусона и Чеза Труога (1995—1996) - Codename: Knockout — серия, созданная Робертом Роди и группой различных художников (2001—2003) - Crossing Midnight — серия, написанная Майком Кэрри, Джимом Ферном и Эриком Нгуеном (2007—2008) - Crusades — авторы серии: Стивен Т. Сигал и Келли Джонс (2001—2002) - Daytripper — серия авторства Фабио Муна и Гэбриэла Ба (2010) - Deadenders — серия, созданная Эдом Брюбейкером и Уорреном Плиссом (2000—2001) - Deadman — серия, написанная Брюсом Джонсом, Джоном Воткиссом и Роном Уимберли (2006—2007) - Doom Patrol (том 2) — авторы серии: Пол Купперберг, Грант Моррисон, Рэйчел Поллак и группа различных художников (1987—1995) - DMZ — серия авторства Байана Вуда и Рикардо Бургелли (2005—2012) - The Dreaming — серия создана группой различных сценаристов и художников (1996—2001) - Enigma — серия написана Питером Миллеганом и Дунканом Фегредо (1993) - The Exterminators — авторы серии: Саймон Оливер и Тони Мур (2006—2008) - «Fables» — авторы серии: Билл Уиллингем и Марк Букингем (2002—2015) - Fairest — серия авторства Билла Уиллингема и группы различных художников (2012—2015) - Greek Street — серия создана Питером Миллеганом и Дэвидом Джианфелисом (2009—2010) - Hellblazer — серия написана группой различных сценаристов и художников (1988—2013) - House of Mystery — авторы серии: Билл Уиллингем, Мэтью Стёрджис, Лука Росси и группа различных художников (2008—2011) - House of Secrets — серия авторства Стивена Т. Сигала и Тэдди Кристиансена (1996—1998, 2001) - Human Target — серия создана Питером Миллеганом, Эдвином Бюковицем], Хавьером Булидо и Клиффом Чаном (1999, 2002—2005) | - The Invisibles — серия написана Грантом Моррисоном и группой различных художников (1994—2000) - iZombie — авторы серии: Крис Роберсон и Майкл Оллрэд (2010—2012) - Jack of Fables — ответвление серии Fables авторства Билла Уиллингема, Мэтью Стёрджиса и группы различных художников (2006—2011) - Kid Eternity — серия создана Грантом Моррисоном, Дунканом Фегредо, Энн Ноченти и Шоном Филлипсом (1993—1994) - The Losers серия написана Аланом Дигглом, Джоком и группой различных художников (2003—2006) - Loveless — авторы серии: Брайан Азарелло, Марчело Фрусин, Даниель Зезелдж и Вертер Дель’этера (2005—2008) - Lucifer серия авторства Майка Кэрри и группы различных художников (1999—2006) - Madame Xanadu — серия создана Мэттом Вагнером и группой различных художников (2008—2011) - The New Deadwardians — серия написана Дэном Эбнэтом и И. М. Дж. Кулбертом (2012) - Northlanders — авторы серии: Брайан Вуд и группа различных художников (2008—2012) - Outlaw Nation — серия авторства Джейми Делано, Горана Судзуки и Горана Парлова (2000—2002) - Preacher — серия создана Гартом Эннисом и Стивом Диланом (1995—2000) - The Sandman — серия написана Нилом Гейманом и группой различных художников (1989—1996) - Sandman Mystery Theatre — авторы серии: Мэт Вагнер, Стивен Т. Сигал, Гай Дэвис и группа различных художников (1993—1999) - Saucer Country — серия авторства Пола Корнела и Райана Келли (2012—2013) - Scalped — серия создана Джейсоном Аароном и Р. М. Гуэрой (2007—2012) - Shade, the Changing Man — серия написана Питером Миллеганом и Крисом Бучало (1990—1996) - Spaceman — авторы серии: Брайан Азарелло и Эдуардо Риссо (2011—2012) - Swamp Thing (Saga of the …, vol.2, vol. 3 and vol. 4) — серия авторства Алана Мура в соавторстве с группой различных сценаристов и художников (1982—1996, 2000—2001, 2004—2006) - Sweet Tooth — серия создана Деффом Лемайером (2009—2013) - Testament — серия написана Дугласом Рушковым и Лиамом Шарпом (2006—2008) - Transmetropolitan — авторы серии: Уорен Эллис и Дерик Робертсон (1997—2002) - Unknown Soldier — серия авторства Джощуа Дайзарта и группы различных художников (2008—2010) - The Unwritten — серия создана Майков Кэрри и Питером Гроссом (2009—2014) - The Un-Men — серия написана Джном Валеном и Майком Хоторном (2007—2008) - The Vinyl Underground — авторы серии: Си Спенсер и Саймон Гейн (2007—2008) - Y. Последний мужчина — серия авторства Брайана К. Вона и Пиа Гуэра (2002—2008) - Young Liars — серия создана Дэвидом Лафамом (2008—2009) |

## Оригинальные графические романы
| - The Heart of the Beast, писателей/сценаристов Дина Моттера и Джудит Дюпре. Художник: Шон Филлипс (1994) - The Tragical Comedy or Comical Tragedy of Mr. Punch, написанный Нилом Гейманом. В качестве художника выступил Дэйв Маккин (1994) - The Mystery Play, автором сценария которого является Грант Моррисон, а художником — Джон Джей Мьют (1995) - You Are Here, писателя/сценариста Кайла Бэйкера. Он же художник. (1998) - The House on the Borderland, написанный Уильямом Ходжсоном и Саймоном Ривелстроуком, и нарисованный Ричардом Корбеном (2000) - Sandman: The Dream Hunters, автором сценария которого является Нил Гейман, а художником — Ёситака Амано (2000) - I, Paparazzi, созданный Пэт МакГрил, 2001 - The Little Endless Storybook писателя/сценариста Джил Томпсон. Она же художник. (2001) - Bigg Time, написанный Таем Темплтоном. Он же художник. (2002) - Human Target: Final Cut, автором сценария которого является Питер Миллеган, а художником Хавьер Пулидо (2002) - In the Shadow of Edgar Allan Poe писателя/сценариста Джонатана Скотта Фуквы. Художник: Стэфан Джон Филлипс (2002) - King David писателя/сценариста Кайла Бэйкера. Он же художник.(2002) - The Sandman Presents: The Furies, написанный Майком Кэри и нарисованный Джоном Болтоном (2002) - Barnum!: In Secret Service to the USA, авторами сценария которого является Дэвид Тишман и Говард Чайкин, а художником — Нико Генричон (2003) - Death: At Death’s Door, писателя/сценариста Джил Томпсон. Она же художник. (2003) - The House on the Borderland, написанный Саймоном Ривелстроуком, и нарисованный Ричардом Корбеном (2003) - Lovecraft, авторами сценария которого являются Ганс Радионофф and Кит Гиффен, а художником — Энрике Бреччиа (2003) - Orbiter, писателя/сценариста Уоррена Эллиса. Художница: Колин Доран (2003) - The Sandman: Endless Nights, написанный Нила Геймана, и нарисованный Бэрроном Стори, Билл Сенкевич, Дэйв Маккин, Фрэнк Квайетли, Гленн Фабри, Мигеланшо Прадо, Майло Манарой и Пи Крэйгом Расселом (2003) - Sgt. Rock: Between Hell and a Hard Place, автором сценария которого является Брайан Азарелло, а художником — Джо Куберт (2003) - Undercover Genie писателя/сценариста Кайла Бэйкера. Он же художник. (2003) - It’s a Bird, написанный Стивеном Т. Сигалом и нарисованный Тедди Кристиансеном (2004) - The Originals, автором сценария которого является Дэйв Гиббонс. Он же художник. (2004) - The Dead Boy Detectives писателя/сценариста Джил Томпсон. Она же художник. (2005) - The Fountain, написанный Дарреном Аронофски и нарисованныйКентом Уильямсом (2005) - Hellblazer: All His Engines, автором сценария которого является Майк Кэри, а художником — Леонардо Манко (2005) - The Quitter писателя/сценариста Харви Пикара. Художник: Дин Хаспиел (2005) - Can’t Get No, написанный Риком Вайчем. Она же художник.(2006) - Fables: 1001 Nights of Snowfall, автором сценария которого является Билл Уиллингем, а художниками — Брайан Болланд, Чарльз Весс, Дерек Кирк Ким, Эсао Эндрюс, Джеймс Джин, Джил Томпсон, Джон Болтон, Марк Букингем, Марк Уэтли, Майкл Уильям Калюта и Тара МакФерсон (2006) - Pride of Baghdad, писателя/сценариста Брайана Вона. Художник: Нико Генричён (2006) - Sloth, написанный Гилберт Эрнандес. Он же художник (2006) - Cairo, автором сценария которого является Гвен Уиллсон, а художником — М. К. Перкер (2007) - God Save the Queen писателя/сценариста Майк Кэри. Художник: Джон Болтон (2007) - Silverfish, написанный Дэвидом Лафамом. Он же художник. (2007) - The Alcoholic, автором сценария которого является Джонатан Эймс, а художником Дин Хаспиел (2008) - Incognegro писателя/сценариста Мэта Джонсона. Художник: Уоррен Плис (2008) | - Sentences: The Life of M.F. Grimm, написанный Перси Кэри и нарисованный Рональдом Уимберли (2008) - Dark Entries, авторами которого являются Иэн Рэнкин and Уэзер Дель Эдера (под эмблемой Vertigo Crime, 2009) - Filthy Rich авторов Брайана Азарелло и Виктора Сантоса (под эмблемой Vertigo Crime, 2009) - Luna Park, написанный Кевином Бэйкером и нарисованный Даниэль Жежель (2009) - The Nobody, автором сценария которого является Джефф Лемайр. Он же художник. (2009) - A Sickness in the Family писателей Дениз Мина and Антонио Фузо (под эмблемой Vertigo Crime, 2010) - Area 10, написанный Кристосом Кейджем и Крисом Сэмни (под эмблемой Vertigo Crime, 2010) - The Bronx Kill, авторами которого являются Питер Миллеган и Джеймс Ромбергер (под эмблемой Vertigo Crime, 2010) - The Chill писателей Джейсона Старра и Мика Бертилоренци (под эмблемой Vertigo Crime, 2010) - Cuba: My Revolution, написанная Инверной Лукпез, и нарисованная Дином Хаспиелом (2010) - Dark Rain: A New Orleans Story, автором сценария которого является Мэт Джонсон, а художником — Саймон Гейн (2010) - The Executor писателей Джона Эванса и Андреа Мутти (под эмблемой Vertigo Crime, 2010) - Fogtown, написанный Андерсеном Габричем и Брэдом Рэйдером (под эмблемой Vertigo Crime, 2010) - The Green Woman, автором сценария которого является Питер Страуб, а художником — Джон Болтон (2010) - Hellblazer: Pandemonium, писателя/сценариста Джейми Делано. Художник Джок, (2010) - How to Understand Israel in 60 Days or Less, написанный Сарой Глидден. Она же художник. (2010) - Neil Young’s Greendale, автором сценария которого является Джошуа Дайзарт, а художником — Клифф Чанг (2010) - Other Lives, писатель/сценарист Питер Бэг. Он же художник. (2010) - Revolver, написанный Мэттом Киндтом и нарисованный им же. (2010) - 99 Days, авторами которого являются Матео Касали and Кристиан Дональдсон (под эмблемой Vertigo Crime, 2011) - Aaron and Ahmed писателя/сценариста Джея Кантора. Художник: Джейс Ромбергер (2011) - Cowboys, написанный Гэри Филлипсом and Брайаном Хёрттом (под эмблемой Vertigo Crime, 2011) - Delirium’s Party: A Little Endless Storybook, автором сценария которого стала Джилл Томпсон. Она же художник. (2011) - Flight of Angels, писателей/сценаристов Алисы Куитни, Билла Уилленгема, Холли Блэк, Луизы Хэйвс и Тодда Митчела. Художник: Ребекка Гуэй (2011) - Marzi: A Memoir, написанный Марценой Сова и нарисованный Сильвианом Савойей (2011) - Noche Roja, авторами которого являются Саймон Оливер и Джейсон Лятур (под эмблемой Vertigo Crime, 2011) - Rat Catcher писателей Энди Диггла и Виктора Ибанеза (под эмблемой Vertigo Crime, 2011) - Return to Perdition, написанный Максом Алланом Коллинзом (под эмблемой Vertigo Crime, 2011) - A.D.D., автором сценария которого является Дуглас Рушкофф, а художником — Горан Судзука (2012) - Get Jiro! писателей/сценаристов Энтони Бурдена и Джоэла Роуза. Художник: Лэнгдон Фосс (2012) - Gone to Amerikay, написанный Дерек МакКаллох и нарисованный Колин Доран (2012) - Prince of Cats, автором сценария которого является Рональд Уимберли. Он же художник. (2012) - Right State писателя/сценариста Мэта Джонсона. Художник Андреа Мутти (2012) - Shooters, написанный Брэндоном Джервой и Эриком Траутманном и нарисованный Стивом Либером (2012) |

## Подразделения и бренды

### Vertigo Crime
В 2008 году, на Comic-Con International, Карен Бергер объявила о намерениях создать новый «суб-импринт», названный Vertigo Crime: «это серия графических романов, в черно-белых тонах, в твёрдом переплете». Суб-импринт начал свою деятельность с выходом двух новых произведений: Filthy Rich авторства Брайана Азарелло и Dark Entries, написанного Йеном Рэнкином и являющегося последним появлением Джона Константина. Каждый том демонстрирует обложку, дизайном которой занимался Ли Бермехо. Как суб-импринт, Vertigo Crime был закрыт в 2011 году.
Следующие оригинальные графические романы были изданы под эмблемой суб-импринта Vertigo Crime (в порядке публикации):
- Filthy Rich авторства Брайана Азарелло и Виктора Сантоса[англ.] (2009)
- Dark Entries, написанный Иэном Рэнкином и Уэзер Дель Эдера (2009)
- The Chill, авторами которого являются Джейсон Старр[англ.] и Мик Бертилоренци (2010)
- The Bronx Kill авторства Питера Миллигана[англ.] и Джеймса Ромбергера[англ.] (2010)
- Area 10, написанный Кристосом Кейджем[англ.] и Крисом Сэмни (2010)
- The Executor писателей Джона Эванса[англ.] и Андреа Мутти (2010)
- Fogtown, написанный Андерсеном Габричем[англ.] и Брэдом Рэйдером[англ.] (2010)
- A Sickness in the Family писателей Дениз Мина and Антонио Фузо (2010)
- Rat Catcher писателей Энди Диггла и Виктора Ибанеза (2011)
- Noche Roja, авторами которого являются Саймон Оливер[англ.] и Джейсон Лятур[англ.] (2011)
- 99 Days, авторами которого являются Матео Касали and Кристиан Дональдсон[англ.] (2011)
- Cowboys, написанный Гэри Филлипсом and Брайаном Хёрттом (2011)
- Return to Perdition, написанный Максом Алланом Коллинзом[англ.] (2011)

## Экспериментальные книги комиксов
В дополнение к различным допечаткам и форматам, Vertigo был ранним сторонником собраний ежемесячных комиксов, издающихся в твёрдом переплете, таких как ОГРы (оригинальные графические романы). Кроме того, ван-шот 2003 года Vertical показал уникальные параметры издания в области комиксов. Имея только половину «нормальной» ширины комикса, Vertical был переплетен сверху, что делало его «вдвое выше». Параметры, в то время бесполезные, созданы, чтобы издать дополнение к истории Стивена Т. Сигала, сюжет которой вращался вокруг высоких зданий и, конечно, вызываемого ими эффекта «головокружения» (прим. Vertical не было первым изданием, у которого были «неправильные» параметры. Пробно-тестовая серия газетных комиксов 2003 года Batman: Nine Lives (рус.  "Бэтмен: Девять жизней"), являющаяся одной из неканонических серий (т. н. DC Elseworlds), также использовала этот метод, хотя Vertical является первой серией, созданной для чтения по вертикали, а не по горизонтали).
Произведения Нила Геймана и «Звёздная пыль» Чарльза Весса были изданы Vertigo в большей степени как иллюстрированные романы, нежели как регулярно выходящие серии комиксов, и импринт также экспериментировал с их ОГРами, выпуская их и некоторые другие произведения в формате, нехарактерном для книг комиксов, среди них и The Originals Дэйва Гиббонса, и Incognegro Мэта Джонсона (который показал новый вид изображения, которое, согласно Уолтеру Плиссу, имело только чёрный и белый цвета, «без полутонов и оттенков серого»)

## Адаптации в других медиа

### Фильмы
- Болотная тварь (1982 год) — основанный на длинной одноимённой серии комиксов, начавшейся в DC Comics и закончившей свой выпуск в Vertigo Comics, созданной Леном Вейном и Берни Рингстоном. Продюсерами фильма стали Бенджамин Мелникер и Майкл Услан. Режиссёром фильма стал Уэс Крейвен. Фильм был продолжен сиквелом 1989 года, Возвращение болотной твари.
- Константин: Повелитель тьмы (2005 год), основанный на серии комиксов Hellblazer.
- Оправданная жестокость (2005 год), основанный на графическом романе A History of Violence (комикс), написанном Джоном Вагнером и иллюстрированном Винсом Локком. Режиссёром фильма стал Дэвид Кроненберг, а главные роли сыграли Виго Мортенсен и Эд Харрис.
- V — значит вендетта (2006 год), основанный на одноимённой серии Алана Мура и Дэвид Ллойд и спродюсированный братьями Вачовски.
- Фонтан (2006 год), основанный на одноимённом графическом романе, созданном (и позже срежиссировавшим фильм) Дарреном Аронофски и Кентом Уильямсом (художником, иллюстрировавшем комикс).
- Лузеры (2010 год), основанный на одноимённой ежемесячной серии комиксов, которая была создана Энди Дигглом и Джоком.

Будущие проекты фильмов
- В июле 2009 года New Line Cinema работала над экранизацией комикса Y. Последний мужчина, режиссёром которой должен был стать Ди Джей Карузо, а сценаристом — Карл Элсворт[30].
- New Line Cinema также заявила в июне 2005 года, что рассматривает комикс We3 вместе со сценаристом комикса, Грантом Моррисоном, и собираются начать переговоры о написании сценария для фильма[31]. На момент ноября 2010 года сценарий фильма уже был написан Моррисоном, но проект застопорился, частично из-за уровня насилия в комиксе. В интервью Моррисон сказал, что "Relativity Pictures заявляют, что делают его, но всё ещё ничего не сделали, " и что он не может сказать ничего больше[32].

### Телевидение
- Канал HBO заявил в ноябре 2006 года, что адаптирует комикс Preacher для одно-часового телесериала, сценарий для пилотного эпизода писал Марк Стивен Джонсон, а режиссёром должен был стать Говард Дойч[33]. Однако в августе 2008 года продюсер сериала, Марк Стивен Джонсон заявил, что проект «мёртв в HBO». С 2016 сериал идёт на телеканале AMC[34].
- В июле 2008 года канал Showtime заявил, что будет разрабатывать одночасовой драматический сериал, взяв за основу The Exterminators. Комикс был создан сценаристом Саймоном Оливером и художником Тони Муром. Исполнительный продюсер Сара Коллетон (известная благодаря драме Dexter) должна была работать над сериалом[35]. Однако в феврале 2011 года Оливер рассказал в интервью, что проект на данный момент находится в «лимбе»[36].
- В декабре 2008 года было заявлено, что ABC подобрало права на разработку пилота сериала по мотивам комикса Fables. Создатели Six Degrees и исполнительные продюсеры Стю Зикман и Рейвен Мецнер писали сценарий для часовой длительности драмы. В декабре 2010 года Уиллингхем сказал в интервью для io9, что шоу «скорей всего мертво», хотя он также подтвердил, что находится «вне круга» (англ. out of the loop — имеется в виду, что он не в числе создателей и мало что об этом знает)[37].
- «Я-Зомби» телесериал, который был разработан Робом Томасом и Дианой Руджеро. 1 сезон состоит из 13 серий. 2 сезон был продлен и состоит из 19 серий. показывают на канале «The CW»
- «Люцифер» 16 сентября 2014 года на сайте Deadline появилась информация о том, что телеканал Fox разрабатывает идею телесериала об одном из второстепенных персонажей серии комиксов Нила Геймана о Песочном человеке, Люцифере[англ.]. 19 февраля 2015 года было официально объявлено о производстве пилотного эпизода. Премьера шоу состоялась 25 января 2016 года.
- 16 ноября 2013 года было объявлено что канал AMC развивает идею телесериала, основанного на серии комиксов Preacher издательства Vertigo, импринта DC Comics. 18 ноября ресурс BleedingCool подтвердил, что Сет Роген и Эван Голдберг наняты для адаптации оригинального комикса и, при содействии Сэма Катлина, написания сценария для пилотного эпизода телесериала, который, как предполагается, будет распространяться под логотипом Sony Pictures Television.

### Игры
- 100 Bullets рассматривалась на игроизацию, и даже были сделаны первые шаги, но после проект был отменён. Игра разрабатывалась компаннией Acclaim Entertainment под их крылом Iguana Entertainment. Игра должна была быть шутером от третьего лица в стиле Max Payne. В игре должен был появится новый персонаж - Сноу Фаллс (Snow Falls). Игра была отменена в связи с банкротством Acclaim Entertainment. Позже, в мае 2006-го года, компанией D3 Publisher была куплена лицензия и не связанная с комиксом игра была в разработке на 2007 год. В интервью, Брайан Азарелло сказал, что "проект мёртв"[38][39].
- Constantine, игра спин-офф, основанная на одноимённом фильме.
- The Wolf Among Us[40], игра разработанная Telltale Games[41].

## Комментарии
1. ↑  Предыдущие тома серии издавались издательством Wildstorm
2. 1 2 3 4 5 6 7 8  До образования импринта в 1993 году издавалась DC Comics
3. ↑  Первые двенадцать «основных» выпусков были изданы импринтом Helix